# Andreas Hojer
Andreas Hojer (auch Hoier oder Høyer; * 18. Mai 1690 in Karlum; † 28. August 1739 in Schleswig) war ein deutsch-dänischer Historiker und Rechtswissenschaftler. Er gehörte zu den Begründern der dänischen Juristenausbildung. 

## Leben
Hojer war Sohn des Predigers Johannes Hojer (1660–1726) von Karlum. Seine Mutter war Catharina (1665–1732), die Tochter des Pastors Johann Christian Fabricius in Loit. Die Familie Hojer hatte von 1617 bis 1747, als Andreas Hojers Bruder Wilhad Propst in Sonderburg wurde, das Pfarramt in Karlum inne. Sein gleichnamiger Onkel (* 16. Mai 1654 in Karlum; † 10. Juli 1728 in Rendsburg) war 1724–1728 Generalsuperintendent im Herzogtum Schleswig.
Hojer erhielt seine erste Bildung bei einem Bruder der Mutter. 1706 kam er auf das Pädagogium Halle. 1707 immatrikulierte er sich an der Universität Halle und begann ein Studium der Medizin. Daneben hörte er unter anderem bei Christian Thomasius Natur- und Völkerrecht sowie darüber hinaus Moral und Geschichte. 1709 musste er, kriegerischen Unruhen geschuldet, in seine Heimat zurückkehren und seine universitäre Ausbildung abbrechen. Er widmete sich deshalb zunächst dem privaten Studium. 1713 kam er als Hofmeister in das Haus des Geheimrates Johann Georg von Holstein nach Kopenhagen. 1717 versuchte er mit der Disputatio medica de febre petechizante eine Professur in Kopenhagen zu erlangen, was ihm allerdings nicht gelang. 1717 und 1718 begleitete er Holsteins Söhne an die Universität Helmstedt.
Hojer veröffentlichte 1719 seine Kurzgefaßte Dännemärckische Geschichte und geriet darüber in einen Streit mit Ludvig Holberg. Es kam in der Folge zu einer Untersuchung durch eine königliche Kommission, die Hojer schließlich von den Vorwürfen frei sprach. 1721 erhielt er die Ernennung zum königlichen Sekretär bei der Matrikelkommission für das Königreich Norwegen, 1722 die zum königlichen Historiographen. Zu seiner Aufgabe gehörte es die Jahrbücher der Geschichte der Regierung König Friedrichs IV. weiter zu führen. Davon entstanden mehrere handschriftliche Bände, wovon sich 13 Stück im Besitz der Universitätsbibliothek Kiel befinden. Außerdem wurde er Mitglied des Polizei- und Commerz-Collegiums sowie Unterbibliothekar an der Königlichen Bibliothek zu Kopenhagen. Nach dem Tod von König Friedrich IV. 1730 wurde er aus allen Ämtern entlassen.
Hojer wurde 1732 in Kopenhagen zum Etatsrat ernannt und erhielt 1735 eine Professur der Rechtswissenschaft an der Universität Kopenhagen. Im Jahr darauf, 1736, wurde er zum Dr. iur. promoviert. Im Studienjahr 1737/1738 war er Rektor der Universität. Er gehörte zu den Entwicklern der dänischen Rechtsausbildung und brachte die Verordnung über die Einführung von juristischen Abschlüssen mit auf den Weg. Daneben war er zunächst Assessor am Obersten Gericht des Königreichs Dänemark, dann ab 1737 Generalprokurator. Außerdem engagierte er sich als Direktor des Kopenhagener Waisenhauses, als Mitglied der Generalkircheninspektion sowie als Mitglied und Sekretär der Missionskommission. 
Er verstarb 1739 auf einer Reise bei Verwandten in Schleswig. Peder Kofod Ancher und Henrik Stampe zählen zu seinen Schülern.

## Werke (Auswahl)
- De Nuptiis Propinquorum Iure Divino Non Prohibitis: Diagramma, Lemgo 1718.
- Kurzgefaßte Dännemärckische Geschichte, Flensburg und Erfurt 1719.
- Diss. iur. de eo quod iure belli licet in minores , Kopenhagen 1735.
- König Friedrichs IV. glorwürdigstes Leben, 2 Bände, Tondern 1829.